# Christian Spieß (Theologe)
Christian Spieß (* 9. August 1970 in Dieburg) ist ein deutscher katholischer Theologe und Professor für Sozialethik.

## Leben
Christian Spieß studierte Religionspädagogik an der Katholischen Hochschule Mainz sowie Theologie und Philosophie an der Johannes Gutenberg-Universität Mainz. Nach der Promotion zum Doktor der Theologie arbeitete er von 2004 bis 2009 als Wissenschaftlicher Mitarbeiter am Institut für Christliche Sozialwissenschaften der Westfälischen Wilhelms-Universität Münster. Von 2006 bis 2009 war Spieß Schriftleiter des Jahrbuchs für Christliche Sozialwissenschaften. Am Exzellenzcluster Religion und Politik der Universität Münster forschte Spieß von 2008 bis 2016 zusammen mit Karl Gabriel und Katja Winkler zur Anerkennung der Religionsfreiheit durch die katholische Kirche.
Von 2009 bis 2015 war er Professor für Theologische Ethik sowie Anthropologie und Ethik an der Katholischen Hochschule für Sozialwesen Berlin. 2015 erhielt Spieß die Venia legendi und wurde als Professor für Christliche Sozialwissenschaften an die Katholische Privat-Universität Linz (KU) berufen. Spieß leitet das im Jahr 2017 von ihm gegründete Johannes Schasching SJ-Institut für Christliche Sozialwissenschaften in Linz.

## Forschungsschwerpunkte
Die Forschungsschwerpunkte von Christian Spieß liegen in der christlichen Sozialethik und katholischen Soziallehre sowie in der Wirtschaftsethik. Ein weiterer Forschungsschwerpunkt liegt im Verhältnis von Religion und Politik sowie von Religion und Moderne, insbesondere in der Modernisierung des Katholizismus, in den Säkularisierungstheorien und in der Haltung von Religionsgemeinschaften zu Menschenrechten und Demokratie. In Bezug auf den Umgang mit dem Islam in Europa plädiert Spieß für weite Freiheitsspielräume für religiöse Praxis und beispielsweise gegen ein Verbot der Burka oder des Niqab in der Öffentlichkeit. Das Beispiel der katholischen Kirche, die erst 1965 das Menschenrecht auf Religionsfreiheit und die Trennung von Religion und Politik anerkannt habe, zeige, dass Religionsgemeinschaften dazu neigen, den liberalen Verfassungsstaat anzuerkennen, wenn sie in ihm weite Freiheitsspielräume für ihre eigene religiöse Praxis vorfinden. Spieß plädiert für eine weitgehende Trennung von Religion und Politik in modernen Gesellschaften und vertritt im Anschluss an José Casanova das Konzept einer öffentlichen Religion in der Zivilgesellschaft.

## Schriften (Auswahl)
- Sozialethik des Eigentums. Philosophische Grundlagen – kirchliche Sozialverkündigung – systematische Differenzierung. LIT-Verlag, Münster 2004, ISBN 3-8258-7467-2, zugleich: Dissertation, Universität Mainz, 2004.
- mit Hermann-Josef Große Kracht, Tobias Karcher (Hrsg.): Das System des Solidarismus. Zur Auseinandersetzung mit dem Werk von Heinrich Pesch SJ (= Studien zur christlichen Gesellschaftsethik, Bd. 11). LIT 2006 Münster, ISBN 978-3-8258-0149-6.
- Hg. zusammen mit Katja Winkler: Feministische Ethik und christliche Sozialethik. LIT-Verlag, Münster 2008, ISBN 978-3-8258-1677-3.
- Hg. zusammen mit Hermann-Josef Große Kracht: Christentum und Solidarität. Bestandsaufnahmen zu Sozialethik und Religionssoziologie. Verlag F. Schöningh, Paderborn 2008, ISBN 978-3-506-76671-7.
- Religionsfreiheit und Pluralismus. Entwicklungslinien eines katholischen Lernprozesses. Verlag F. Schöningh, Paderborn 2010, ISBN 978-3-506-76933-6.
- Freiheit – Natur – Religion. Studien zur Sozialethik. Verlag F. Schöningh, Paderborn 2010, ISBN 978-3-506-76936-7.
- Hg. zusammen mit Karl Gabriel und Katja Winkler: Religion – Gewalt – Terrorismus. Religionssoziologische und ethische Analysen. Verlag F. Schöningh, Paderborn 2010, ISBN 978-3-506-76934-3.
- Modelle des religiösen Pluralismus. Verlag F. Schöningh, Paderborn 2012, ISBN 978-3-506-77407-1.
- Zusammen mit Karl Gabriel und Katja Winkler: Wie fand der Katholizismus zur Religionsfreiheit? Faktoren der Erneuerung der katholischen Kirche. Verlag F. Schöningh, Paderborn 2016, ISBN 978-3-506-77405-7.
- Zwischen Gewalt und Menschenrechten. Religion im Spannungsfeld der Moderne. Verlag F. Schöningh, Paderborn 2016, ISBN 978-3-506-78534-3.
- Catholicism and Religious Freedom. Renewing the Church in the Second Vatican Council. Brill Publishers, Leiden/Boston 2019, ISBN 978-3-506-78900-6.